# ゆいこ・ひさこのでかした!RanQueen!
『ゆいこ・ひさこのでかした!RanQueen!』（ゆいこひさこのでかしたらんくいーん）は、2010年10月10日から超!A&G+、マリン・エンタテインメントのHPで配信されているラジオ番組。
超A&G+での配信は2014年4月6日で終了し、同年5月2日からマリン・エンタテイメントのHPにてWEBラジオ番組として毎月第1・第3金曜日にWEB配信されている。2015年12月28日の配信を以て番組が終了。

## 内容

### 放送時間
- 2010年10月10日 - 2014年4月6日
  - 超A&G+：毎週日曜日 22:30 - 23:00（リピートなし）
- 2014年5月2日 - 2015年12月28日
  - WEB配信：第1、第3金曜日配信

### パーソナリティー
- 巽悠衣子
- 金元寿子

### テーマソング
オープニングテーマ 「Love Sick！」
作詞・作曲・編曲 - 沙希
エンディングテーマ 「Dear My Friend」
作詞・作曲・編曲 - 沙希

### 番組末期時点で行われていたコーナー
- フレーズ オブ ザ ランクイーン

リスナーからお題に沿ったフレーズを募集し2人が読み上げるコーナー。
読まれたフレーズの中から1位となる『フレーズ オブ ザ ランクイーン』を決定する。
- ずばっと！ランクイーンシューティング

お題となるランキングの1位ではなく、2位～10位の中から指定された順位を答えるコーナー。
早押し機械ピンポンの代わりに『ずばっと！』と言うと回答権を得られる。
- ま・る・は・だ・か!?ランクイーンチェック

テーマに沿ったリスナーのランキング1位～3位を募集し、それを集計して2人が新たなランキングを作っていくコーナー。
- でかしたじゃんけん

番組の最後にリスナーの未来を勝手に占う『ランクイーンホロスコープ』第3弾。
毎回2人が交互にじゃんけんをし、勝ったリスナーは2人が出す指令を実行する。

### 不定期コーナー
- 開運でかした運試し

新年最初の更新や、放送1年ごとの区切りなどで行われる羽根つき。
羽根をつく際に『でかした！』と叫び、スタッフから指定された回数をつけば成功となりご褒美が送られる。

### 番組の途中で終了したコーナー
- ランクイーンQ!

お題となるランキングの1位を当てる回と、1位～3位の内容を聞いてランキングのテーマを当てる回を交互に行う。
- 作って！ランクイーンメーカー

お題となるランキングをリスナーから募集し、それを2人が知り合いの声優や事務所のデスクから聞き出し、1からランキングを作っていくコーナー。
- 教えて？ランクイーンアンサー

お題となるランキングをリスナーから募集し、2人が毎週交互に1位～3位を回答するコーナー。
- サイコロ占い

番組の最後にリスナーの未来を勝手に占う『ランクイーンホロスコープ』第1弾。
毎回2人が1～6までのお題を作成し、サイコロを転がして出目に沿った指令がリスナーに出される。
- ランクイーンあみだくじ

番組の最後にリスナーの未来を勝手に占う『ランクイーンホロスコープ』第2弾。
毎回2人が1～6までのお題を作成し、その中から選んだ数字が辿り着いた指令がリスナーに出される。

### ゲスト
- 第103回（2012年9月24日） - 小松未可子
- 第154回（2013年9月15日） - 大坪由佳、荒川美穂

### 関連商品
「ゆいこ・ひさこのでかした!RanQueen!」DJCD VOL.1
- 2011年4月27日発売
  - 通常盤は、CD 2枚組
  - アニメイト限定盤は、CD 2枚組に加え、特典テレホンカードを封入
  - 豪華盤は、CD 2枚組に加え、ゲスト・竹達彩奈とのロケ映像を収録した特典DVDを封入[1]

「ゆいこ・ひさこのでかした!RanQueen!」DJCD VOL.2
- 2011年8月12日発売
  - 通常盤は、CD 2枚組
  - アニメイト限定盤は、CD 2枚組に加え、特典テレホンカードを封入
  - 豪華盤は、CD 2枚組に加え、ロケ映像を収録した特典DVDを封入

Love Sick！／Dear My Friend
- 2012年9月15日発売
  - 通常盤は、CD 2枚組
  - 豪華盤は、CD 2枚組に加え、マリコレ2011のライブ映像を収録した特典DVDを封入

「ゆいこ・ひさこのでかした!RanQueen!」DJCD VOL.3
- 2013年9月25日発売
  - 通常盤は、CD 2枚組
  - 豪華盤は、CD 2枚組に加え、ゲスト・大亀あすかとのロケ映像を収録した特典DVDを封入